# Chiến tranh Mỹ – Tây Ban Nha
Chiến tranh Mỹ – Tây Ban Nha là xung đột quân sự giữa Tây Ban Nha và Hoa Kỳ xảy ra từ tháng 4 đến tháng 8 năm 1898 liên quan đến vấn đề về sự giải phóng Cuba. Cuộc chiến bắt đầu sau khi Hoa Kỳ đòi hỏi giải pháp cho vấn đề đòi độc lập của Cuba mà Tây Ban Nha đã khước từ. Tinh thần của chủ nghĩa bành trướng lên cao tại Hoa Kỳ đã thúc đẩy chính phủ lập một kế hoạch sáp nhập những lãnh thổ hải ngoại còn lại của Tây Ban Nha gồm có Philippines, Puerto Rico, và Guam.
Cuộc cách mạng tại La Habana đã khiến Hoa Kỳ gởi chiến hạm USS Maine đến Cuba để tỏ thái độ quan tâm cao của Hoa Kỳ. Căng thẳng gia tăng trong lòng người Mỹ vì vụ nổ trên chiến hạm USS Maine. Thêm vào đó, báo chí khắp nơi tố cáo sự đàn áp của Tây Ban Nha tại các thuộc địa. Tất cả những điều này đã khuấy động công chúng Mỹ. Chiến tranh kết thúc sau những chiến thắng của Hoa Kỳ tại Quần đảo Philippine và Cuba.
Chiến thắng nhanh gọn của Hoa Kỳ trong cuộc chiến đã gia tăng tinh thần cũng như lòng tự tin và quả quyết của người Mỹ. Ngày 10 tháng 12 năm 1898, việc ký kết Hiệp định Paris đã cho Hoa Kỳ quyền kiểm soát Cuba, Philippines, Puerto Rico, và Guam.

## Bối cảnh lịch sử
Học thuyết Monroe của thế kỷ 19 đã đóng vai trò nền tảng chính trị tại Hoa Kỳ trong việc ủng hộ sự đấu tranh giành độc lập của Cuba từ Tây Ban Nha. Cuba đã nhiều lần nổi lên tranh đấu giành quyền tự quyết của mình từ lúc có cuộc nổi dậy ở Yara vào năm 1868.

### Cuba tranh đấu giành độc lập
Năm 1895, thuộc địa Cuba là nơi xảy ra một cuộc khởi nghĩa vũ trang nhỏ chống lại nhà cầm quyền Tây Ban Nha. Hỗ trợ tài chánh cho lực lượng nổi dậy "Cuba Libre" đến từ các tổ chức bên ngoài thuộc địa, đặc biệt một số tổ chức có căn cứ tại Hoa Kỳ.
Năm 1896, thống đốc mới của Cuba, Tướng Valeriano Weyler, thề quyết đập tan quân nổi dậy bằng cách cô lập quân nổi dậy với dân chúng để làm cạn kiệt nguồn tiếp tế cho quân nổi dậy.
Đến cuối năm 1897, hơn 300.000 người Cuba đã bị di chuyển vào trong các trại tập trung do Tây Ban Nha kiểm soát. Những trại tập trung này trở thành những nơi bẩn thỉu đói rách và bệnh tật khiến khoảng một trăm ngàn người chết.
Một cuộc chiến tuyên truyền được những người Cuba lưu vong tung ra tại Hoa Kỳ, tấn công việc đối xử vô nhân đạo của Weyler đối với người dân Cuba. Cuộc chiến tuyên truyền này giành được sự đồng cảm của phần lớn dân chúng tại Hoa Kỳ. Weyler bị các phóng viên báo chí như William Randolph Hearst gọi là một tên "đồ tể". Báo chí Mỹ bắt đầu khích động cho một cuộc can thiệp với những câu chuyện về những tội ác của Tây Ban Nha đối với người dân Cuba.

### Chiến hạm USSMaine

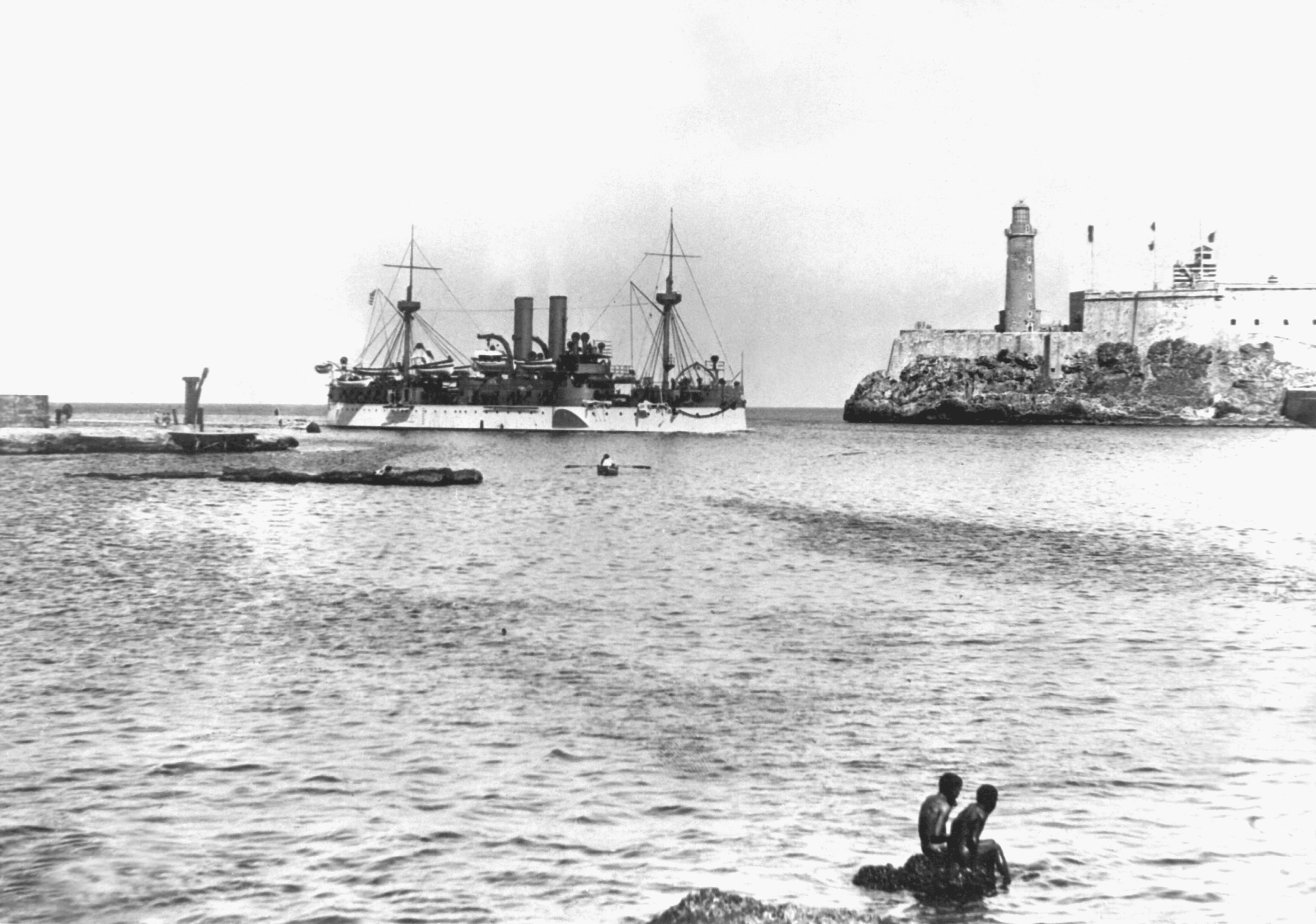
Chiến hạm USS Maine vào cảng Havana ngày 25 tháng 1 năm 1898. Nó bị nổ tung 3 tuần sau đó

Vào tháng 1 năm 1898, những người Cuba trung thành với Tây Ban Nha gây ra một vụ náo động tại La Habana và đốt phá ba tòa báo địa phương. Những tòa báo này là những tòa báo thường chỉ trích Tướng Weyler. Các cuộc náo động dẫn đến sự hiện diện của lực lượng Thủy quân Lục chiến Hoa Kỳ tại hòn đảo mặc dù không có một cuộc tấn công nào nhắm vào người Mỹ trong suốt cuộc náo động. Tuy nhiên vẫn có mối quan tâm về tính mạng của người Mỹ sống tại La Habana. Mối quan tâm lo lắng của Hoa Kỳ là những người Cuba thiên Tây Ban Nha vì họ luôn để lòng thù hằn đối với việc ủng hộ nền độc lập của Cuba ngày càng gia tăng tại Hoa Kỳ. Hoa Kỳ thông báo cho tổng lãnh sự của mình tại La Habana là Fitzhugh Lee rằng chiến hạm Maine sẽ được phái đến để bảo vệ quyền lợi Hoa Kỳ nếu căng thẳng leo thang hơn.
Chiến hạm USS Maine đến La Habana vào ngày 25 tháng 1 năm 1898. Chiến hạm ở lại đó mà không có chuyện gì xảy ra cho đến tháng kế tiếp. Vào ngày 15 tháng 2 năm 1898 lúc 9:40 tối, chiến hạm Maine chìm trong cảng La Habana sau một vụ nổ làm chết 266 thủy thủ. Người Tây Ban Nha cho rằng sự kiện này xảy ra là do một vụ nổ từ bên trong chiến hạm nhưng theo một bản báo cáo của phía Mỹ thì cho rằng nó bị mìn đánh chìm.
Có đến bốn cuộc điều tra được tiến hành để xác định nguyên nhân gây ra vụ nổ. Tất cả các nhà điều tra đều đưa ra các kết luận khác nhau. Cả hai kết luận điều tra của Tây Ban Nha và Mỹ đều đi theo hai hướng khác nhau. Một cuộc điều tra vào năm 1999 được ủy thác bởi Tạp chí Hội Địa lý Quốc gia và do Advanced Marine Enterprises tiến hành đã đưa ra kết luận rằng "rõ là có khả năng hơn là trước đây đã kết luận rằng một quả mìn đã làm phần võ tàu phía đáy bị cong vào và làm nổ tung các thùng thuốc đạn." Tuy nhiên vẫn còn nhiều tranh cãi về chuyện gì đã làm cho chiến hạm bị nổ tung. Ý kiến của người Tây Ban Nha và những người Cuba trung thành kết luận bằng một giả thuyết rằng Hoa Kỳ có thể đã cố tình gây ra vụ nổ để có cớ gây chiến với Tây Ban Nha.

### Diễn biến dẫn đến chiến tranh
Theo sau vụ chiến hạm Maine bị nổ tung, những chủ báo chí như William Randolph Hearst đã đưa ra kết luận rằng chính những quan chức Tây Ban Nha tại Cuba là những người phải chịu trách nhiệm. Họ cho xuất bản giả thuyết này như một bằng chứng. Việc xuất bản báo chí theo cảm quan của họ đã châm ngòi lửa giận dữ của người Mỹ với những bài tường trình kinh ngạc nói về những hành động tàn ác mà Tây Ban Nha thực hiện tại Cuba. Hearst đáp lại ý kiến của người vẽ tranh minh họa của ông là Frederic Remington rằng các điều kiện tại Cuba chưa quá tồi tệ để gây ra sự thù địch: "Anh cung cấp hình ảnh và tôi sẽ tạo ra chiến tranh."
Bị kích động đến giận dữ, một phần bởi tin tức như vậy, dư luận quần chúng Mỹ kêu gào "Đừng quên chiến hạm Maine, đả đảo Tây Ban Nha!" Tổng thống William McKinley, Chủ tịch Hạ viện Thomas Brackett Reed và cộng đồng thương nghiệp chống đối lời kêu gọi chiến tranh ngày càng gia tăng của công chúng.
Bài phát biểu của Thượng nghị sĩ Redfield Proctor được đọc vào ngày 17 tháng 3 năm 1898 phân tích tỉ mỉ tình hình rồi kết luận rằng chiến tranh là hành động thích hợp duy nhất. Nhiều người trong cộng đồng thương nghiệp và tôn giáo trước đây từng chống đối chiến tranh nay quay sang chiều hướng ủng hộ, bỏ lại Tổng thống William McKinley và Chủ tịch Hạ viện Thomas Brackett Reed gần như đơn độc trong việc phản đối chiến tranh. Ngày 11 tháng 4 tổng thống McKinley xin phép Quốc hội Hoa Kỳ gởi quân đến Cuba với mục đích kết thúc nội chiến ở đó.
Ngày 19 tháng 4, quốc hội thông qua nghị quyết chung ủng hộ nền độc lập của Cuba. Tuyên cáo bác bỏ bất cứ ý định nào nhằm sáp nhập Cuba nhưng đòi hỏi Tây Ban Nha rút quân. Nghị quyết cũng cho phép tổng thống sử dụng tất cả lực lượng quân sự mà tổng thống cần để giúp Cuba giành độc lập từ Tây Ban Nha. Thượng viện Hoa Kỳ thông qua bản tu chính với 42 phiếu thuận và 35 phiếu chống vào ngày 19 tháng 4 năm 1898. Hạ viện Hoa Kỳ làm theo như vậy trong ngày hôm đó với 311 phiếu thuận và 6 phiếu chống. Tổng thống McKinley ký vào ngày 20 tháng 4 năm 1898 và tối hậu thư được gởi đến Tây Ban Nha. Để đáp lại, Tây Ban Nha cắt quan hệ ngoại giao với Hoa Kỳ và tuyên chiến vào ngày 23 tháng 4. Ngày 25 tháng 4, quốc hội tuyên bố tình trạng chiến tranh giữa Hoa Kỳ và Tây Ban Nha đã khởi sự từ ngày 20 tháng 4 (sau đó đổi thành ngày 21 tháng 4).

## Các mặt trận

### Thái Bình Dương

#### Philippines

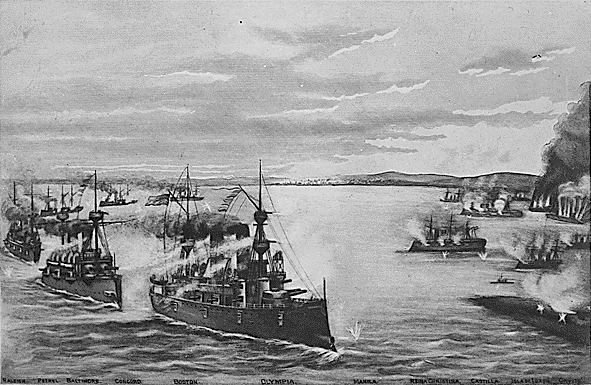
Trận vịnh Manila, được phát họa bằng thạch bản bởi Butler, Thomas & Company năm 1899

Trận chiến đầu tiên là ở vịnh Manila nơi mà vào ngày 1 tháng 5 năm 1898, phó đề đốc George Dewey chỉ huy Hải đoàn Á châu của Hải quân Hoa Kỳ trên chiến hạm USS Olympia, chỉ trong vòng vài giờ, đã đánh bại hải đoàn Tây Ban Nha dưới quyền của đô đốc Patricio Montojo y Pasarón. Dewey giành được chiến thắng mà chỉ thiệt hại một binh sĩ. Tuy nhiên người này chết vì đau tim.
Vì người Đức chiếm được Thanh Đảo năm 1897 nên hải đoàn của Dewey trở thành lực lượng hải quân duy nhất tại Viễn Đông không có căn cứ địa phương cho chính mình. Điều này khiến cho hải đoàn gặp vấn đề thiếu đạn dược và than đá. Mặc dù có vấn đề về tiếp liệu, Hải đoàn Á Châu không chỉ đánh chìm hạm đội Tây Ban Nha mà còn chiếm được cảng Manila.
Sau chiến thắng của Dewey, vịnh Manila tấp nập với nhiều chiến hạm của Vương quốc Anh, Đức, Pháp, và Nhật Bản; tất cả cộng lại hơn lực lượng của Dewey. Hạm đội của Đức với 8 chiến hạm, bề ngoài như có vẻ đến vùng biển Philippine để bảo vệ những quyền lợi của Đức (một hãng nhập khẩu duy nhất), đã hành động gây hấn—băng ngang trước mặt các chiến hạm Mỹ, từ chối chào quốc kỳ Mỹ (theo nghi thức lịch thiệp hàng hải), kéo còi trong cảng, và bốc dỡ đồ tiếp liệu cho quân Tây Ban Nha đang bị bao vây. Người Đức với những quyền lợi riêng của mình rất hăng say lợi dụng bất cứ cơ hội nào mà cuộc xung đột trên quần đảo có thể mang đến cho họ. Người Mỹ bắt mạch được ý đồ của người Đức liền đe dọa xung đột nếu các hành động gây hấn tiếp diễn, khiến người Đức nhượng bộ.
Phó đề đốc Dewey đưa Emilio Aguinaldo đang lưu vong tại Hồng Kông về Philippines để tập hợp người Philippine chống lại chính quyền thuộc địa Tây Ban Nha. Hoa Kỳ đổ bộ lực lượng và người Philippine chiếm giữ phần lớn quần đảo vào tháng 6, trừ thành phố pháo đài Intramuros. Ngày 12 tháng 6 năm 1898, Aguinaldo tuyên bố Philippine độc lập.
Ngày 13 tháng 8, vì các tư lệnh Mỹ không biết lệnh ngừng bắn đã được ký kết giữa Tây Ban Nha và Hoa Kỳ trong ngày hôm trước nên các lực lượng Mỹ tấn công và chiếm thành phố Manila từ tay Tây Ban Nha. Trận chiến này đánh dấu sự chấm dứt hợp tác giữa Mỹ và Philippine khi lực lượng Philippine bị ngăn cản tiến vào thành phố Manila. Hành động này gây nên sự căm phẫn sâu sắc trong lòng người Philippine và từ đó dẫn đến cuộc Chiến tranh Philippine-Mỹ sau đó.

#### Guam
Đại tá hải quân Henry Glass đang có mặt trên tuần dương hạm USS Charleston khi ông mở mật lệnh và nhận được chỉ thị tiến vào đảo Guam rồi chiếm giữ đảo. Ngay khi đến đó vào ngày 20 tháng 6, ông khai hỏa đại bác và bắn lên đảo. Một sĩ quan Tây Ban Nha thiếu trang bị, không biết là chiến tranh đã được tuyên bố, tiến về phía chiến hạm Mỹ và xin mượn ít thuốc nổ để bắn pháo đáp lại lời chào của người Mỹ. Glass liền bắt giữ viên sĩ quan này làm tù binh. Sau khi hứa hẹn, viên sĩ quan này được lệnh quay trở lại đảo để thảo luận các điều kiện đầu hàng. Ngày hôm sau, 54 binh sĩ bộ binh Tây Ban Nha bị bắt và hòn đảo rơi vào tay Hoa Kỳ.

### Vùng Caribbean

#### Cuba
Theodore Roosevelt (lúc đó là phụ tá bộ trưởng Bộ Hải quân Hoa Kỳ) tích cực cổ vũ can thiệp vào Cuba trong khi đó ông đặt Hải quân Hoa Kỳ trong tình trạng thời chiến và chuẩn bị cho Hải đoàn Á châu của Dewey vào trận. Ông làm việc với Leonard Wood để thuyết phục lục quân tuyển mộ một trung đoàn gồm toàn những binh sĩ tình nguyện, đó là trung đoàn Kị binh tình nguyện số 1. Wood được giao chỉ huy trung đoàn này mà sau đó nhanh chóng được biết đến với cái tên "Rough Riders".
Người Mỹ hoạch định chiếm thành phố Santiago de Cuba để tiêu diệt lục quân của Linares và hạm đội của Cervera. Để đến Santiago, họ phải vượt qua các phòng tuyến dày đặc của quân Tây Ban Nha ở Đồi San Juan và một thị trấn nhỏ tại El Caney. Các lực lượng Mỹ được quân nổi dậy người Cuba do tướng Calixto García lãnh đạo giúp đỡ.

##### Chiến dịch trên bộ

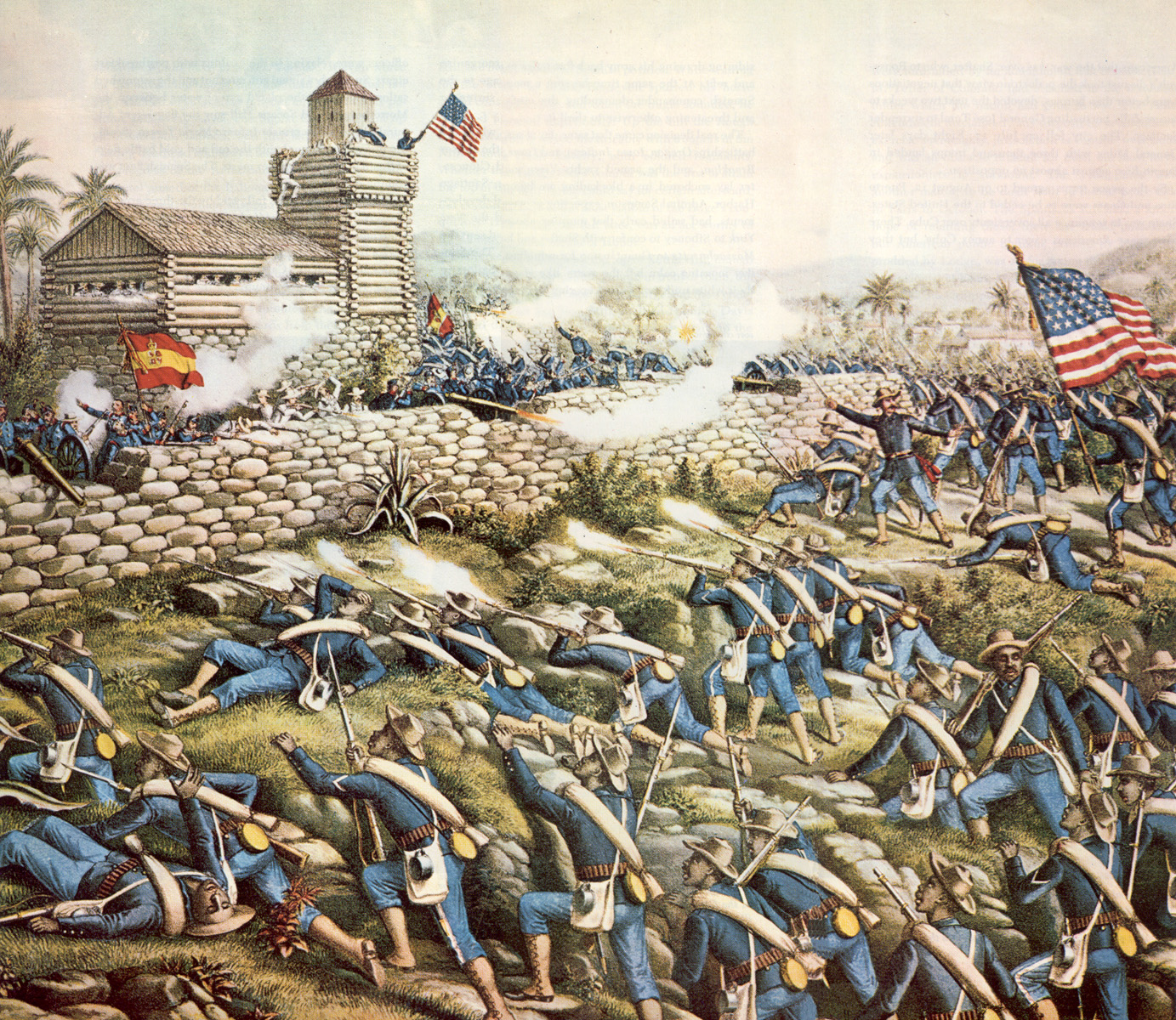
Diễn tả cuộc tấn công của trung đoàn bộ binh 24 và trung đoàn bộ binh da màu 25 tại Đồi San Juan ngày 2 tháng 7 năm 1898.

Giữa 22 tháng 6 và 24 tháng 6, Quân đoàn V Hoa Kỳ dưới quyền tướng William R. Shafter đổ bộ ở Daiquirí và Siboney, phía đông Santiago, và thiết lập căn cứ hành quân của Mỹ. Một toán quân Tây Ban Nha đánh tẻ quân Mỹ gần Siboney vào ngày 23 tháng 6 rút lui về các vị trí giao thông hào đơn giản tại Las Guasimas. Một đơn vị tiền phương của lực lượng Mỹ dưới quyền cựu tướng phe miền nam thời nội chiến là tướng Joseph Wheeler không nghe theo lời chỉ dẫn của nhóm trinh sát người Cuba và ra lệnh tiến công một cách cẩn thận. Họ đụng độ và giao chiến với toán quân đi sau của Tây Ban Nha trong trận Las Guasimas vào ngày 24 tháng 6. Trận chiến kết thúc không phân thắng bại với phần lợi nghiêng về phía Tây Ban Nha. Quân Tây Ban Nha bỏ Las Guasimas theo kế hoạch rút lui về Santiago.
Lục quân Hoa Kỳ dùng những người chuyên đánh tẻ thời Nội chiến Hoa Kỳ đi đầu những mũi tiên phong. Tất cả bốn binh sĩ tình nguyện đi đầu các mũi tiến công đều bị giết chết. Trận Las Guasimas chứng tỏ cho Hoa Kỳ thấy rằng các chiến thuật thời nội chiến không còn hiệu quả để chống lại quân Tây Ban Nha là những người đã học hỏi được kinh nghiệm ẩn núp từ cuộc vật lộn của chính họ với quân nổi dậy Cuba và không bao giờ để lộ vị trí của họ trong lúc phòng thủ. Quân Tây Ban Nha cũng được hỗ trợ vào lúc đó bởi thuốc súng mới không khói mà khi họ bắn ra cũng không để lại dấu vết. Quân Mỹ chỉ có thể tiến công quân Tây Ban Nha bằng cách dùng nhóm 4 đến 5 người tiến công trong lúc những người khác nằm tại chỗ bắn yểm trợ.
Ngày 1 tháng 7, một lực lượng hỗn hợp khoảng 15.000 binh sĩ Mỹ gồm các trung đoàn bộ binh, kị binh và tình nguyện trong đó có Roosevelt và nhóm "Rough Riders" của ông (đáng chú ý là Trung đoàn 71 New York, Trung đoàn 1 North Carolina, Trung đoàn 23 và Trung đoàn da màu 24 cùng các lực lượng nổi dậy người Cuba) tấn công 1.270 quân Tây Ban Nha phòng thủ dưới hào bằng các cuộc tấn công đối mặt nguy hiểm kiểu Nội chiến Hoa Kỳ trong trận El Caney và trận San Juan Hill bên ngoài Santiago. Hơn 200 binh sĩ Hoa Kỳ thiệt mạng và gần 1.200 binh sĩ khác bị thương trong những trận đánh này. Hỏa lực yểm trợ từ các súng Gatling là mấu chốt thành công trong tấn công. Hai ngày sau đó Cervera quyết định bỏ Santiago.
Các lực lượng Tây Ban Nha tại Guantánamo cũng bị Thủy quân Lục chiến Hoa Kỳ và các lực lượng nổi dậy Cuba cô lập đến nổi không biết là Santiago đang bị bao vây, và các lực lượng của họ ở phía bắc tỉnh cũng không chọc thủng các phòng tuyến Cuba. Tuy nhiên, lực lượng tiếp viện của Escario từ Manzanillo đã đánh vượt qua sự phản kháng quyết liệt của Cuba nhưng đến nơi quá trễ để tham gia giải cứu cuộc bao vây.
Sau các trận đánh Đồi San Juan và El Caney, cuộc tiến công của Mỹ dừng lại. Quân Tây Ban Nha thành công bảo vệ Đồn Canosa. Việc này giúp họ bình ổn phòng tuyến của họ và chặn đường vào Santiago. Quân Mỹ và Cuba buộc phải bắt đầu một cuộc bao vây đổ máu và bóp nghẹt thành phố. Trong đêm, quân Cuba đào hàng loạt các giao thông hào về phía các vị trí của Tây Ban Nha. Sau khi hoàn thành, các giao thông hào này được giao cho các binh sĩ Hoa Kỳ và rồi một loạt giao thông hào mới được đào tiến về phía trước. Quân Mỹ trong lúc bị tổn thất hàng ngày vì hỏa lực và bị bắn tỉa từ quân Tây Ban Nha lại tổn thất nhiều sinh mạng hơn vì kiệt sức do nắng gây ra và bệnh sốt rét. Tại vùng ven phía tây thành phố, tướng Cuba là Calixto Garcia bắt đầu công phá thành phố, làm cho các lực lượng Tây Ban Nha hoảng sợ và hoang mang bị trả thù.

#### Các chiến dịch trên biển

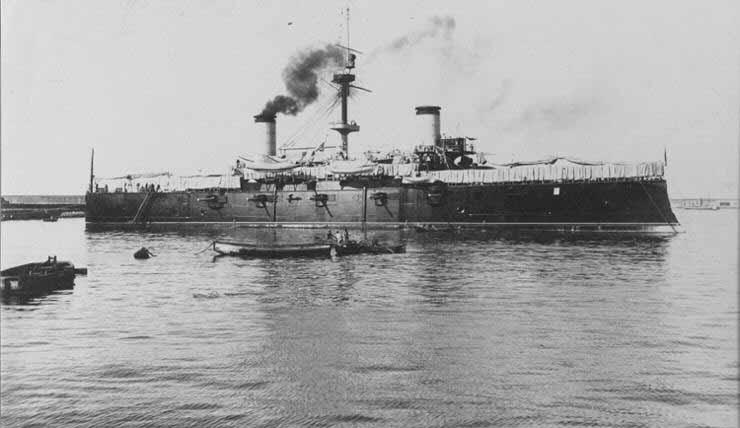
Tuần dương hạm Tây Ban Nha Cristóbal Colón bị phá hủy trong trận Santiago ngày 3 tháng 7 năm 1898.

Cảng lớn Santiago de Cuba là mục tiêu chính của các chiến dịch trên biển trong suốt thời gian chiến tranh. Hạm đội của Hoa Kỳ tấn công Santiago cần có nơi trú ẩn để tránh mùa bão Đại Tây Dương. Vì thế vịnh Guantánamo với hải cảng tốt đã được chọn cho mục đích này. Cuộc tiến công chiếm vịnh Guantánamo xảy ra vào ngày 6 tháng 6–10 tháng 6 năm 1898, ban đầu bằng cuộc tấn công của hải quân và sau đó là cuộc đổ bộ thủy quân lục chiến thành công với sự yểm trợ của hải quân.
Trận Santiago de Cuba vào ngày 3 tháng 7 năm 1898 là trận hải chiến lớn nhất trong Chiến tranh Tây Ban Nha–Mỹ. Kết quả là Hải đoàn Caribbean của Tây Ban Nha (cũng còn được biết tên là Flota de Ultramar) bị tiêu diệt. Vào tháng 5 năm 1898, hạm đội Tây Ban Nha của đô đốc Pascual Cervera y Topete ban đầu được phát hiện nằm trong cảng Santiago là nơi hạm đội của ông trú ẩn tránh bị tấn công từ biển. Các lực lượng Tây Ban Nha và Mỹ đối đầu nhau trong khoảng 2 tháng. Khi hải đoàn Tây Ban Nha tìm cách rời cảng ngày 3 tháng 7, lực lượng Mỹ tiêu diệt hoặc làm mắc cạn 5 trong số 6 chiến hạm. Chỉ một chiến hạm Tây Ban Nha là tuần dương hạm mới và có tốc độ nhanh Cristobal Colón thoát nạn nhưng thuyền trưởng của chiến hạm này kéo cờ mình xuống và tự đánh đắm chiến hạm của mình khi lực lượng Mỹ cuối cùng đuổi theo kịp. 1.612 thủy thủ Tây Ban Nha gồm cả đô đốc Cervera bị bắt và bi đưa đến đảo Seavey, Kittery, Maine nơi họ bị giam giữ từ 11 tháng 7 cho đến giữa tháng 9.
Trong suốt cuộc đối đầu, trợ lý công binh Hải quân Hoa Kỳ là Richmond Pearson Hobson được lệnh của chuẩn đô đốc William T. Sampson đánh chìm chiến hạm Merrimac của mình trong cảng để khóa chặt hạm đội Tây Ban Nha bên trong. Nhiệm vụ thất bại. Hobson và thủy thủ của ông bị bắt. Họ được trao đổi tù binh vào ngày 6 tháng 7. Hobson trở thành anh hùng quốc gia và nhận Huân chương Danh dự vào năm 1933 rồi trở thành một dân biểu.

#### Puerto Rico

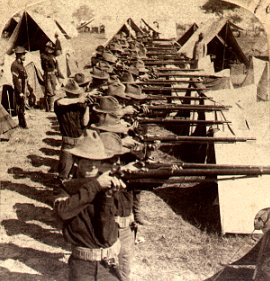
Trung đoàn tình nguyện Kentucky số 1 của Hoa Kỳ tại Puerto Rico, 1898.

Trong tháng 5 năm 1898, trung úy Henry H. Whitney thuộc đại đội pháo binh số 4 của Hoa Kỳ được phái đến Puerto Rico trong một sứ mệnh trinh thám. Ông cung cấp bản đồ và các thông tin có liên quan đến lực lượng quân sự Tây Ban Nha về cho chính phủ Hoa Kỳ trước khi cuộc xâm chiếm Puerto Rico.
Ngày 10 tháng 5, các chiến hạm Hoa Kỳ xuất hiện ngoài duyên hải Puerto Rico. Ngày 12 tháng 5, một hải đoàn gồm 12 chiến hạm Hoa Kỳ do chuẩn đô đốc William T. Sampson chỉ huy bắn phá San Juan. Suốt cuộc bắn phá, nhiều tòa nhà chính phủ bị trúng đạn. Ngày 25 tháng 6, chiến hạm Yosemite phong tỏa cảng San Juan. Ngày 25 tháng 7, tướng Mỹ Nelson A. Miles cùng với 3.300 binh sĩ đổ bộ ở Guánica, và Chiến dịch Puerto Rico bắt đầu. Quân Mỹ gặp phải sự chống trả ngay lúc đầu cuộc xâm chiếm.
Trận chạm trán đầu tiên giữa quân Mỹ và Tây Ban Nha xảy ra tại Guanica. Cuộc chống cự bằng vũ trang có tổ chức đầu tiên xảy ra tại Yauco mà sau này được nhắc đến với tên gọi trận đánh Yauco. Theo sau trận đánh này là các trận đánh Fajardo, Guayama, cầu sông Guamani, Coamo, Silva Heights và cuối cùng là trận Asomante. Ngày 9 tháng 8 năm 1898, bộ binh và kị binh Mỹ đụng độ với quân Tây Ban Nha và quân trung thành Puerto Rico được trang bị với đại bác trên một ngọn núi có tên Cerro Gervasio del Asomante trong lúc quân Mỹ tìm cách tiến vào Aibonito. Các tư lệnh Mỹ quyết định rút lui và tập hợp lại để quay trở lại vào ngày 12 tháng 8 năm 1898 cùng với một đơn vị pháo binh. Các đơn vị Tây Ban Nha và quân trung thành người Puerto Rico bắt đầu phản công bằng hỏa lực đại bác do Ricardo Hernáiz chỉ huy.
Trong làn lửa đạn, bốn binh sĩ Mỹ là trung sĩ John Long, trung úy Harris, đại úy E.T. Lee và hạ sĩ Oscar Sawanson — bị thương nặng. Dựa vào thực tế này và các báo cáo về việc những toán quân Tây Ban Nha đang trên đường đến chi viện, tư lệnh Landcaster ra lệnh rút lui. Tất cả các hoạt động quân sự trên đảo Puerto Rico bị đình chỉ sau đó trong đêm hôm đó sau khi Hiệp định Paris được công bố.

## Hiệp định hòa bình
Với những cuộc bại trận tại Cuba và Philippines, cả hai hạm đội của họ bị vô hiệu hóa nên Tây Ban Nha kêu gọi đối thoại hòa bình.
Sự thù địch chấm dứt ngày 12 tháng 8 năm 1898 bằng việc ký kết một nghị định hòa bình giữa Hoa Kỳ và Tây Ban Nha tại Washington D.C.. Hiệp định hòa bình chính thức được ký tại Paris ngày 10 tháng 12 năm 1898 và được Thượng viện Hoa Kỳ phê chuẩn ngày 6 tháng 2 năm 1899. Nó có hiệu lực vào ngày 11 tháng 4 năm 1899. Phía người Cuba tham dự với tư cách quan sát viên.
Thắng lợi chóng vánh của Hoa Kỳ trong cuộc chiến, được Ngoại trưởng John Hay miêu tả là "cuộc chiến nhỏ lẫy lừng", đã mang lại tinh thần phấn khởi, khích lệ chí khí, niềm tự tin và quả quyết của người Mỹ. Hoa Kỳ giành được gần như tất cả các thuộc địa của Tây Ban Nha vào thời đó, gồm có Philippines, Guam, và Puerto Rico. Riêng Cuba, bị Hoa Kỳ chiếm đóng cho đến ngày 17 tháng 7 năm 1898, được thành lập chính phủ dân sự của chính mình và sau đó được Hoa Kỳ trao trả độc lập ngày 20 tháng 5 năm 1902. Tuy nhiên Hoa Kỳ áp đặt một số điều kiện hạn chế đối chính phủ mới của Cuba trong đó gồm có việc Cuba không được liên minh với các quốc gia khác và Hoa Kỳ giành quyền can thiệp vào Cuba cho chính mình. Hoa Kỳ cũng thiết lập hợp đồng thuê mướn vĩnh viễn Vịnh Guantanamo.
Ngày 14 tháng 8 năm 1898, 11.000 binh sĩ bộ binh được đưa đến chiếm đóng Philippines. Khi quân Mỹ bắt đầu thay thế Tây Ban Nha kiểm soát Philippines thì chiến tranh lại bùng nổ giữa các lực lượng Hoa Kỳ và Philippines dẫn đến Chiến tranh Philippine-Mỹ.

## Phim ảnh và truyền hình về Chiến tranh Tây Ban Nha-Mỹ
- The Rough Riders, một phim câm năm 1927
- Rough Riders, phim bộ truyền hình năm 1997 do John Milius đạo với các diễn viên Tom Berenger trong vai Theodore Roosevelt, Gary Busey vai Joseph Wheeler, Sam Elliott vai Bucky O'Neill, Dale Dye vai Leonard Wood, Brian Keith vai William McKinley, George Hamilton vai William Randolph Hearst, và R. Lee Ermey vai John Hay
- The Spanish-American War: First Intervention, phim tài liệu năm 2007 docudrama trên kênh The History Channel

### Ngoại giao và nguyên nhân chiến tranh
- James C. Bradford, ed., Crucible of Empire: The Spanish-American War and Its Aftermath (1993), essays on diplomacy, naval and military operations, and historiography.
- Lewis Gould, The Spanish-American War and President McKinley (1982)
- Philip S. Foner, The Spanish-Cuban-American War and the Birth of American Imperialism, 1895-1902 (1972)
- Richard Hamilton, President McKinley, War, and Empire (2006).
- Kristin Hoganson, Fighting For American Manhood: How Gender Politics Provoked the Spanish-American and Philippine-American Wars (1998)
- Paul S. Holbo, "Presidential Leadership in Foreign Affairs: William McKinley and the Turpie-Foraker Amendment," The American Historical Review 1967 72(4): 1321-1335.
- Walter LaFeber, The New Empire: An Interpretation of American Expansion, 1865-1898 (1963)
- Ernest May, Imperial Democracy: The Emergence of America as a Great Power (1961)
- Paul T. McCartney, American National Identity, the War of 1898, and the Rise of American Imperialism (2006)
- Richard H. Miller, ed., American Imperialism in 1898: The Quest for National Fulfillment (1970)
- Walter Millis, The Martial Spirit: A Study of Our War with Spain (1931)
- H. Wayne Morgan, America's Road to Empire: The War with Spain and Overseas Expansion (1965)
- John L. Offner, An Unwanted War: The Diplomacy of the United States and Spain over Cuba, 1895–1898 (1992).
- John L. Offner, "McKinley and the Spanish-American War" Presidential Studies Quarterly 2004 34(1): 50–61. ISSN 0360-4918
- Louis A. Perez, Jr., "The Meaning of the Maine: Causation and the Historiography of the Spanish-American War," The Pacific Historical Review 1989 58(3): 293-322.
- Julius W. Pratt, The Expansionists of 1898 (1936)
- Thomas Schoonover, Uncle Sam's War of 1898 and the Origins of Globalization. (2003)
- John Lawrence Tone, War and Genocide in Cuba, 1895–1898 (2006)
- David F. Trask, The War with Spain in 1898 (1996)
- Fareed Zakaria, From Wealth to Power: The Unusual Origins of America’s World Role (1998)

### Chiến tranh
- Donald Barr Chidsey, The Spanish American War (New York, 1971)
- Cirillo, Vincent J. Bullets and Bacilli: The Spanish-American War and Military Medicine (2004)
- Graham A. Cosmas, An Army for Empire: The United States Army and the Spanish-American War (1971)
- Philip Sheldon Foner, The Spanish-Cuban-American war and the birth of American imperialism (1972)
- Frank Freidel, The Splendid Little War (1958), well illustrated narrative by scholar
- Allan Keller, The Spanish-American War: A Compact History (1969)
- Gerald F. Linderman, The Mirror of War: American Society and the Spanish-American War (1974), domestic aspects
- Joseph Smith, The Spanish-American War: Conflict in the Caribbean and the Pacific (1994)
- G. J. A. O'Toole, The Spanish War: An American Epic—1898 (1984)
- John Tebbel, America's Great Patriotic War with Spain (1996)

### Nghiên cứu lịch sử
- Duvon C. Corbitt, "Cuban Revisionist Interpretations of Cuba's Struggle for Independence," Hispanic American Historical Review 32 (tháng 8 năm 1963): 395-404.
- Edward P. Crapol, "Coming to Terms with Empire: The Historiography of Late-Nineteenth-Century American Foreign Relations," Diplomatic History 16 (Fall 1992): 573-97;
- Hugh DeSantis, "The Imperialist Impulse and American Innocence, 1865–1900," in Gerald K. Haines and J. Samuel Walker, eds., American Foreign Relations: A Historiographical Review (1981), pp. 65–90
- James A. Field Jr., "American Imperialism: The Worst Chapter in Almost Any Book," American Historical Review 83 (June 1978): 644-68, past of the "AHR Forum," with responses
- Joseph A. Fry, "William McKinley and the Coming of the Spanish American War: A Study of the Besmirching and Redemption of an Historical Image," Diplomatic History 3 (Winter 1979): 77-97
- Joseph A. Fry, "From Open Door to World Systems: Economic Interpretations of Late-Nineteenth-Century American Foreign Relations," Pacific Historical Review 65 (tháng 5 năm 1996): 277-303
- Thomas G. Paterson, "United States Intervention in Cuba, 1898: Interpretations of the Spanish-American-Cuban-Filipino War," History Teacher 29 (tháng 5 năm 1996): 341-61;
- Louis A. Pérez Jr.; The War of 1898: The United States and Cuba in History and Historiography University of North Carolina Press, 1998
- Ephraim K. Smith, "William McKinley's Enduring Legacy: The Historiographical Debate on the Taking of the Philippine Islands," in James C. Bradford, ed., Crucible of Empire: The Spanish-American War and Its Aftermath (1993), pp. 205–49
- Richard W. Stewart, General Editor, Ch. 16, Transition, Change, and the Road to war, 1902-1917" Lưu trữ ngày 12 tháng 1 năm 2012 tại Wayback Machine, in "American Military History, Volume I: The United States Army and the Forging of a Nation, 1775-1917" Lưu trữ ngày 27 tháng 12 năm 2011 tại Wayback Machine, Center of Military History, United States Army, ISBN 0-16-072362-0
- Spencer Tucker, The Encyclopedia of the Spanish-American and Philippine-American Wars: A Political, Social, and Military History, Tập 1, ABC-CLIO, 20-05-2009. ISBN 1851099514.

### Những hồi ký
- Funston, Frederick. Memoirs of Two Wars, Cuba and Philippine Experiences. New York: Charles Schribner's Sons, 1911
- Hoa Kỳ War Dept. Military Notes on Cuba. 2 vols. Washington, DC: GPO, 1898.
- Wheeler, Joseph. The Santiago Campaign, 1898. Lamson, Wolffe, Boston 1898.
- kaylaMagazine. The perils of Evangelina. Feb. 1968.
- Cull, N. J., Culbert, D., Welch, D. Propaganda and Mass Persuasion: A Historical Encyclopedia, 1500 to the Present. Spanish-American War. Denver: ABC-CLIO. 2003. 378-379.
- Daley, L. (2000), "Canosa in the Cuba of 1898", trong Aguirre, B. E.; Espina, E. (biên tập), Los últimos días del comienzo: Ensayos sobre la guerra, Santiago de Chile: RiL Editores, ISBN 9562841154
- Ensayos sobre la Guerra Hispano-Cubana-Estadounidense. 2000.
- Davis, R. H. New York Journal. Does our flag shield women? 13 tháng 2 1897.
- Duval, C. New York Journal. Evengelina Cisneros rescued by The Journal. 10 tháng 10 1897.
- Kendrick M. New York Journal. Better she died then reach Ceuta. 18 tháng 8 1897.
- Kendrick, M. New York Journal. The Cuban girl martyr. 17 tháng 2 1897.
- Kendrick, M. New York Journal. Spanish auction off Cuban girls. 12 tháng 2 1897.
- McCook, Henry Christopher (1899), The Martial Graves of Our Fallen Heroes in Santiago de Cuba, G. W. Jacobs & Co.
- Muller y Tejeiro, Jose. Combates y Capitulacion de Santiago de Cuba. Marques, Madrid:1898. 208 p. English translation by US Navy Dept.
- Dirks, Tim. "War and Anti-War Films". The Greatest Films. {{Chú thích web}}: Đã bỏ qua tham số không rõ |accessmonthday= (trợ giúp); Đã bỏ qua tham số không rõ |accessyear= (gợi ý |access-date=) (trợ giúp)
- Adjutant General's Office Statistical Exhibit of Strength of Volunteer Forces Called Into Service During the War With Spain; with Losses From All Causes. Washington: Government Printing Office, 1899.